# Ann Linnea Sandberg
Pour les articles homonymes, voir Sandberg.
Ann Linnea Sandberg (4 août 1938 – 31 décembre 2009) est une immunologiste américaine, considérée comme une experte du système du complément et des maladies inflammatoires.

## Jeunesse et éducation
Ann Linnea Sandberg naît le 4 août 1938 à Denver (Colorado), de Ernest Helsing Sandberg et Anna Elvira Jackson. Elle obtient un bachelor of science en chimie de l'Université d'état du Montana, puis, en 1964, un doctorat en pharmacologie de l'Université de Chicago pour sa thèse Characterization and modification of irradiation induced aging in mice. Elle poursuit son cursus par des recherches post-doctorales à l'Université Tufts jusqu'en 1968.

## Carrière
Sandberg travaille conjointement en tant que chercheur auprès du Département de la Santé de la ville de New-York et en tant qu'assistant de recherches à la New York University School of Medicine. En 1972, elle entre à l'Institut national de recherches dentaires et craniofaciales (NIDCR) comme chef de la section d'immunité humorale du laboratoire de microbiologie et immunologie. En 1988, elle est nommée responsable de la section des récepteurs microbiens et de la pathogenèse. Elle apporte des contributions remarquables à la littérature biomédicale sur l'immunité innée, l'activation bactérienne des neutrophiles et l'endocardite infectieuse.
En 1995, elle rejoint le programme extramuros et devient responsable de la section des maladies néoplasiques. Elle est directrice par intérim du Center for Integrative Craniofacial Research au moment de sa retraite en 2005 et membre de l'American Association for the Advancement of Science et de l'International Association for Dental Research.
Sandberg a étudié l'inflammation et les mécanismes de défense aux maladies auto-immunes. Elle était considérée comme une experte du système du complément et des maladies inflammatoires.
Elle meurt le 31 décembre 2009 à Livingston (Montana).

## Reconnaissance
Sandberg a reçu un prix du centenaire de l'Université d'état du Montana. Elle a également reçu plusieurs prix des NIH, dont le prix du mérite, le Special Achievement Award et le Special Act Award.

## Publications (Sélection)
- (en) Abraham G. Osler, Benedito Oliveira et Ann L. Sandberg, « Two Complement Interaction Sites in Guinea Pig Immunoglobulins », The Journal of Immunology, vol. 106, no 1,‎ janvier 1971, p. 282–285 (PMID 5543721, lire en ligne)
- (en) Abraham G. Osler et Ann L. Sandberg, « Dual Pathways of Complement Interaction with Guinea Pig Immunoglobulins », The Journal of Immunology, vol. 107, no 5,‎ novembre 1971, p. 1268–1273 (PMID 5117668, lire en ligne)
- (en) L. G. Raisz, A. L. Sandberg, J. M. Goodson, H. A. Simmons et S. E. Mergenhagen, « Complement-Dependent Stimulation of Prostaglandin Synthesis and Bone Resorption », Science, vol. 185, no 4153,‎ août 1974, p. 789–791 (PMID 4843377, DOI 10.1126/science.185.4153.789, Bibcode 1974Sci...185..789R)
- (en) L. M. Wahl, C. E. Olsen, A. L. Sandberg et S. E. Mergenhagen, « Prostaglandin regulation of macrophage collagenase production. », Proceedings of the National Academy of Sciences, vol. 74, no 11,‎ novembre 1977, p. 4955–4958 (PMID 200941, PMCID 432076, DOI 10.1073/pnas.74.11.4955, Bibcode 1977PNAS...74.4955W)
- (en) Lawrence G. Raisz, Hollis A. Simmons, Ann L. Sandberg et Ernesto Canalis, « lDirect Stimulation of Bone Resorption by Epidermal Growth Factor* », Endocrinology, vol. 107, no 1,‎ juillet 1980, p. 270–273 (PMID 6966568, DOI 10.1210/endo-107-1-270)